# Fiódor Dan
Fiódor Dan   (Sant Petersburg, 19 d'octubre de 1871 - Nova York, 22 de gener de 1947), nom completa amb patronímic Fiódor Ilitx Dan, rus: Фёдор Ильи́ч Дан, va ser un dels líders fundadors del partit menxevic de la Unió soviètica. La seva esposa, Lídia Dan, també va ser membre dels menxevics.
Fedor Dan provenia d'una família jueva de Sant Petersburg. El seu nom de font era Gurvitx.
De jove s'adherí al moviment de la Unió de Lluita per l'Emancipació de la Classe Treballadora. Va ser arrestat i exiliat a Oriol duran tres anys.
A la seva tornada, 1903, s'afilià al partit Social Demòcrata de Rússia a Londres. Ell junt amb Iuli Màrtov volien un gran partit d'activistes al contrari de Vladímir Lenin que concebia un partit més petit format per revolucionaris professionals. Dan ajudà Màrtov dels menxevics, tornà a Rússia el 1912.
A Sant Petersburg, Dan edità publicacions menxevics fins que, durant la Primera Guerra Mundial, el van exiliar a Minusinsk Va ser alliberat el 1915 i acceptà servir l'exèrcit rus com a cirurgià.
El 1917 s'oposà a la Revolució Soviètica d'Octubre.
Dan va ser arrestat el 1921 i enviat de nou a l'exili. Tanmateix, quan la Unió Soviètica va ser atacada per l'Alemanya Nazi el 1941, Dan va donar suport al règim rus.
Va escriure el llibre Els orígens del bolxevisme (1943) on diu que el bolxevisme va ser el portador del socialisme i tanmateix, proposava l'alliberament polític de la Unió Soviètica.
Dan morí a Nova York.

## Obres
- bochīe deputaty v pervoĭ Gosudarstvennoĭ Dumi︠e︡ (1900)
- Sot︠s︡īaldemokratīi︠a︡ i Gosudarstvennai︠a︡ Duma (1906)
- dva goda skitanii (1922)
- Proiskhozhdenie bolʹshevizma; k istorii demokraticheskikh i sot︠s︡ialisticheskikh ideĭ v Rossii posle osvobozhdenii︠a︡ krestʹi︠a︡n (1946)
- Le dictature du proleÌtariat (Paris, EÌditions de la LiberteÌ, 1947)
- Origins of bolshevism [by] Theodore Dan, edited and translated from the Russian by Joel Carmichael. Pref. by Leonard Schapiro (1964)
- Origins of Bolshevism [by] Theodore Dan, edited and translated from the Russian by Joel Carmichael. Pref. by Leonard Schapiro (1964)
- Ursprung des Bolschewismus; zur Geschichte der demokratischen und sozialistischen Idee in Russland nach der Bauernbefreiung [von] Theodor Dan. [Aus dem Russischen übertragen von Agnes Schwarzschild] (1968)
- Origins of Bolshevism [by] Theodore Dan, edited and translated from the Russian by Joel Carmichael. Pref. by Leonard Schapiro (1970)
- Geschichte der russischen Sozialdemokratie mit J. Martow, uebers. von Alexander Stein, mit e. Nachtr. Die Sozialdemokratie Russlands nach dem Jahre 1908 (1973)
- otobral, snabdil primechanii︠a︡mi i ocherkom politicheskoĭ biografii Dana Boris Sapir (1985)
- dva goda skitaniĭ: vospominanii︠a︡ lidera rossiĭskogo menʹshevizma 1919-1921 (2006)